# Romário Marques Rodrigues
Romário Marques Rodrigues artistnamn Romário, född 27 oktober 1992, är en brasiliansk fotbollsspelare som spelar för Ríver Atlético Clube. 

## Karriär
Romario inledde sin karriär i lokala Ceará Sporting Club i Fortaleza och har spelat i flera olika brasilianska klubbar. Han har dessutom representerat Varzim i den portugisiska andraligan och Kalmar FF i allsvenskan.  Marques Rodrigues värvades till Kalmar den 15 juli 2017 för att hjälpa rädda KFF kvar i allsvenskan.  Under tiden i Kalmar FF kallades han för Romario2 av kalmarfansen, eftersom KFF redan hade en brasse med artistnamnet Romário (Romário Pereira Sipião) i laget sedan 2013. 